# 동경 15도

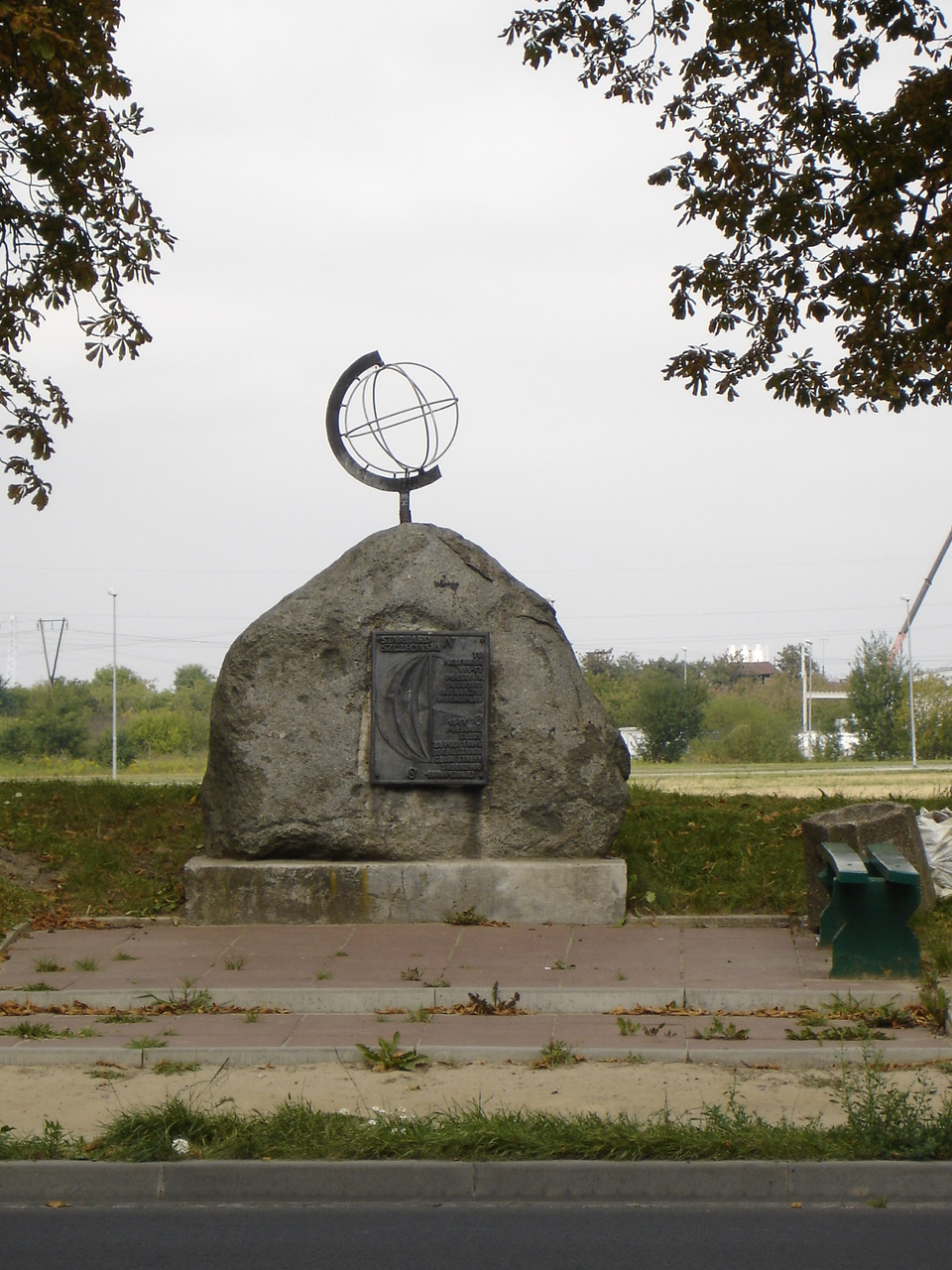
폴란드 스타르가르드슈체친스키에 있는 경선 표시 기념물

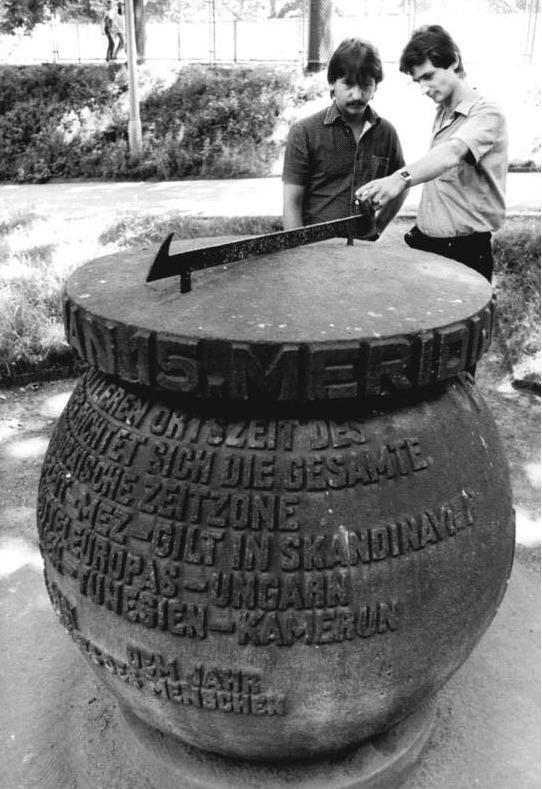
독일에서 가장 동쪽에 있는 마을인 괴를리츠에 있는 경선 표시 기념물

동경 15도(東經15度)는 본초 자오선에서 동쪽으로 15도 떨어진 경선이다. 북극점에서 시작하여 북극해, 유럽, 아프리카, 대서양, 남극해, 남극을 거쳐 남극점에 이른다.
동경 15도는 서경 165도와 이어져 지구의 둘레를 이룬다.
동경 15도는 중앙유럽 표준시의 중심축이기도 하다.
북극점에서 남극점까지 동경 15도선은 다음 지역을 지나간다.
| 좌표                                                  | 나라, 지역, 해역    | 주석 |
| ----------------------------------------------------- | ------------------- | --- |
| 북위 90° 0′ 동경 15° 0′  / 북위 90.000° 동경 15.000°  | 북극해              | |
| 북위 79° 42′ 동경 15° 0′  / 북위 79.700° 동경 15.000° | 노르웨이            | 스발바르 제도의 스피츠베르겐섬                                                                                      |
| 북위 79° 8′ 동경 15° 0′  / 북위 79.133° 동경 15.000°  | 대서양              | 그린란드해 노르웨이해                                                                                               |
| 북위 68° 51′ 동경 15° 0′  / 북위 68.850° 동경 15.000° | 노르웨이            | 란괴위아섬, 에우스트보괴위섬, 힌뇌위아섬                                                                            |
| 북위 68° 16′ 동경 15° 0′  / 북위 68.267° 동경 15.000° | 베스트표르덴        | |
| 북위 67° 59′ 동경 15° 0′  / 북위 67.983° 동경 15.000° | 노르웨이            | 엔겔뢰위아섬과 본토                                                                                                 |
| 북위 66° 9′ 동경 15° 0′  / 북위 66.150° 동경 15.000°  | 스웨덴              | |
| 북위 56° 9′ 동경 15° 0′  / 북위 56.150° 동경 15.000°  | 발트해              | |
| 북위 55° 11′ 동경 15° 0′  / 북위 55.183° 동경 15.000° | 덴마크              | 보른홀름섬 |
| 북위 55° 0′ 동경 15° 0′  / 북위 55.000° 동경 15.000°  | 발트해              | |
| 북위 54° 5′ 동경 15° 0′  / 북위 54.083° 동경 15.000°  | 폴란드              | |
| 북위 51° 19′ 동경 15° 0′  / 북위 51.317° 동경 15.000° | 독일                | 16km 정도 |
| 북위 51° 10′ 동경 15° 0′  / 북위 51.167° 동경 15.000° | 폴란드              | |
| 북위 51° 1′ 동경 15° 0′  / 북위 51.017° 동경 15.000°  | 체코                | 3km 정도 |
| 북위 50° 59′ 동경 15° 0′  / 북위 50.983° 동경 15.000° | 폴란드              | 6km 정도 |
| 북위 50° 56′ 동경 15° 0′  / 북위 50.933° 동경 15.000° | 체코                | |
| 북위 49° 1′ 동경 15° 0′  / 북위 49.017° 동경 15.000°  | 오스트리아          | |
| 북위 46° 37′ 동경 15° 0′  / 북위 46.617° 동경 15.000° | 슬로베니아          | 슬로베니아를 동서로 나누는 중심선과 대부분 일치한다. 브르흐트레비녜 (Vrhtrebnje) 마을 내에 기념물이 세워져 있다.[2] |
| 북위 45° 30′ 동경 15° 0′  / 북위 45.500° 동경 15.000° | 크로아티아          | 본토와 파그섬, 세스트룬섬, 두기오토크섬                                                                             |
| 북위 44° 2′ 동경 15° 0′  / 북위 44.033° 동경 15.000°  | 지중해              | 아드리아해 |
| 북위 42° 0′ 동경 15° 0′  / 북위 42.000° 동경 15.000°  | 이탈리아            | |
| 북위 40° 12′ 동경 15° 0′  / 북위 40.200° 동경 15.000° | 지중해              | 티레니아해 |
| 북위 38° 23′ 동경 15° 0′  / 북위 38.383° 동경 15.000° | 이탈리아            | 불카노섬 |
| 북위 38° 22′ 동경 15° 0′  / 북위 38.367° 동경 15.000° | 지중해              | 티레니아해 |
| 북위 38° 9′ 동경 15° 0′  / 북위 38.150° 동경 15.000°  | 이탈리아            | 시칠리아섬 |
| 북위 36° 42′ 동경 15° 0′  / 북위 36.700° 동경 15.000° | 지중해              | |
| 북위 32° 25′ 동경 15° 0′  / 북위 32.417° 동경 15.000° | 리비아              | |
| 북위 23° 0′ 동경 15° 0′  / 북위 23.000° 동경 15.000°  | 차드                | 1km 정도 - 차드의 극서북점을 통과함                                                                                 |
| 북위 22° 59′ 동경 15° 0′  / 북위 22.983° 동경 15.000° | 니제르              | |
| 북위 16° 22′ 동경 15° 0′  / 북위 16.367° 동경 15.000° | 차드                | 차드호를 통과함 은자메나의 바로 서쪽을 통과함                                                                       |
| 북위 12° 7′ 동경 15° 0′  / 북위 12.117° 동경 15.000°  | 카메룬              | |
| 북위 10° 0′ 동경 15° 0′  / 북위 10.000° 동경 15.000°  | 차드                | |
| 북위 8° 41′ 동경 15° 0′  / 북위 8.683° 동경 15.000°   | 카메룬              | |
| 북위 6° 45′ 동경 15° 0′  / 북위 6.750° 동경 15.000°   | 중앙아프리카 공화국 | |
| 북위 4° 25′ 동경 15° 0′  / 북위 4.417° 동경 15.000°   | 카메룬              | |
| 북위 2° 1′ 동경 15° 0′  / 북위 2.017° 동경 15.000°    | 콩고 공화국         | |
| 남위 4° 35′ 동경 15° 0′  / 남위 4.583° 동경 15.000°   | 콩고 민주 공화국    | |
| 남위 5° 52′ 동경 15° 0′  / 남위 5.867° 동경 15.000°   | 앙골라              | |
| 남위 17° 23′ 동경 15° 0′  / 남위 17.383° 동경 15.000° | 나미비아            | |
| 남위 23° 21′ 동경 15° 0′  / 남위 23.350° 동경 15.000° | 대서양              | |
| 남위 60° 0′ 동경 15° 0′  / 남위 60.000° 동경 15.000°  | 남극해              | |
| 남위 69° 15′ 동경 15° 0′  / 남위 69.250° 동경 15.000° | 남극                | 퀸모드랜드, 노르웨이가 영유권을 주장한다.                                                                           |

## 같이 보기
- 동경 14도
- 동경 16도